# Tarnès
Tarnès – miejscowość i gmina we Francji, w regionie Nowa Akwitania, w departamencie Żyronda.
Według danych na rok 1990 gminę zamieszkiwało 201 osób, a gęstość zaludnienia wynosiła 139 osób/km² (wśród 2290 gmin Akwitanii Tarnès plasuje się na 976. miejscu pod względem liczby ludności, natomiast pod względem powierzchni na miejscu 1575.).